# Liste der Naturdenkmale in Eggenstein-Leopoldshafen
| Naturdenkmale | Anzahl |
| ------------- | ------ |
| FND           | 1      |
| END           | 1      |
| Gesamt        | 2      |

Die Liste der Naturdenkmale in Eggenstein-Leopoldshafen nennt die verordneten Naturdenkmale (ND) der im baden-württembergischen Landkreis Karlsruhe liegenden Gemeinde Eggenstein-Leopoldshafen. In Eggenstein-Leopoldshafen gibt es insgesamt zwei als Naturdenkmal geschützte Objekte, davon ein flächenhaftes Naturdenkmal (FND) und ein Einzelgebilde-Naturdenkmal (END).
Stand: 31. Oktober 2016.

## Flächenhafte Naturdenkmale (FND)
| Name                     | Bild | Kennung     | Einzelheiten             | Position | Fläche Hektar | Datum        |
| ------------------------ | ---- | ----------- | ------------------------ | -------- | ------------- | ------------ |
| Dünenvegetation          | BW   | 82151020002 | Eggenstein-Leopoldshafen | ⊙        | 1,7           | 9. März 1987 |
| Legende für Naturdenkmal |      |             |                          |          |               |              |

## Einzelgebilde (END)
| Name                                               | Bild | Kennung     | Einzelheiten             | Position | Fläche Hektar | Datum        |
| -------------------------------------------------- | ---- | ----------- | ------------------------ | -------- | ------------- | ------------ |
| Linde und 4 Roßkastanien beim alten Kriegerdenkmal | BW   | 82151020001 | Eggenstein-Leopoldshafen | ⊙        | 0,0           | 9. März 1987 |
| Legende für Naturdenkmal                           |      |             |                          |          |               |              |